# Gyrodontium sacchari
Gyrodontium sacchari är en svampart som först beskrevs av Kurt Sprengel, och fick sitt nu gällande namn av Hjortstam 1995. Gyrodontium sacchari ingår i släktet Gyrodontium och familjen Coniophoraceae.   Inga underarter finns listade i Catalogue of Life.